# 김호욱
김호욱(金浩旭, 1964년 9월 24일~)은 대한민국의 신학자이며, 광신대학교에서 역사신학 교수이다. 한국교회사를 향토역사적-신학적 관점에서 해석하는 전문가로 평가받는다. 기독교향토역사연구소 소장, 한국기독교문화유산보존협회 법인이사, 한국장로교신학회 총무 그리고 한국복음주의조직신학회 편집위원이다.

## 학력
- 광주대학교 전자공학
- 광신대학교 신학대원 (M.Div. equ.)
- 광신대학교 일반대학원 (Th.M.)
- 광신대학교 일반대학원 (Ph.D.)

## 경력
- (전) 군산화력발전소 및 영광원자력발전소
- (현) 기독교향토역사연구소 소장
- (현) 한국복음주의조직신학회 편집위원
- (현) 한국기독교문화유산보존협회 법인이사
- (현) 한국복음주의역사신학회 임원
- (현) 광신대학교 역사신학 교수
- 한국장로교신학회 총무

## 저서
- 영적거장들의 설교
- 영적거장들의 기도
- 한국의 신학자들 1
- 담양중앙교회 107년: 1912-2019
- 별과 같이 빛나는 생애
- 영국의 종교개혁과 청교도 운동
- 교회사에서 고찰한 미국 남장로회 신학 연구
- 태인동 역사 이야기: 태인교회 100년사
- 『개혁총회 26년의 역사』

## 같이 보기
- 한국개혁신학회
- 한국복음주의역사신학회
- 한국의 신학자 목록
- 개혁신학자